# Ancho de tres pies

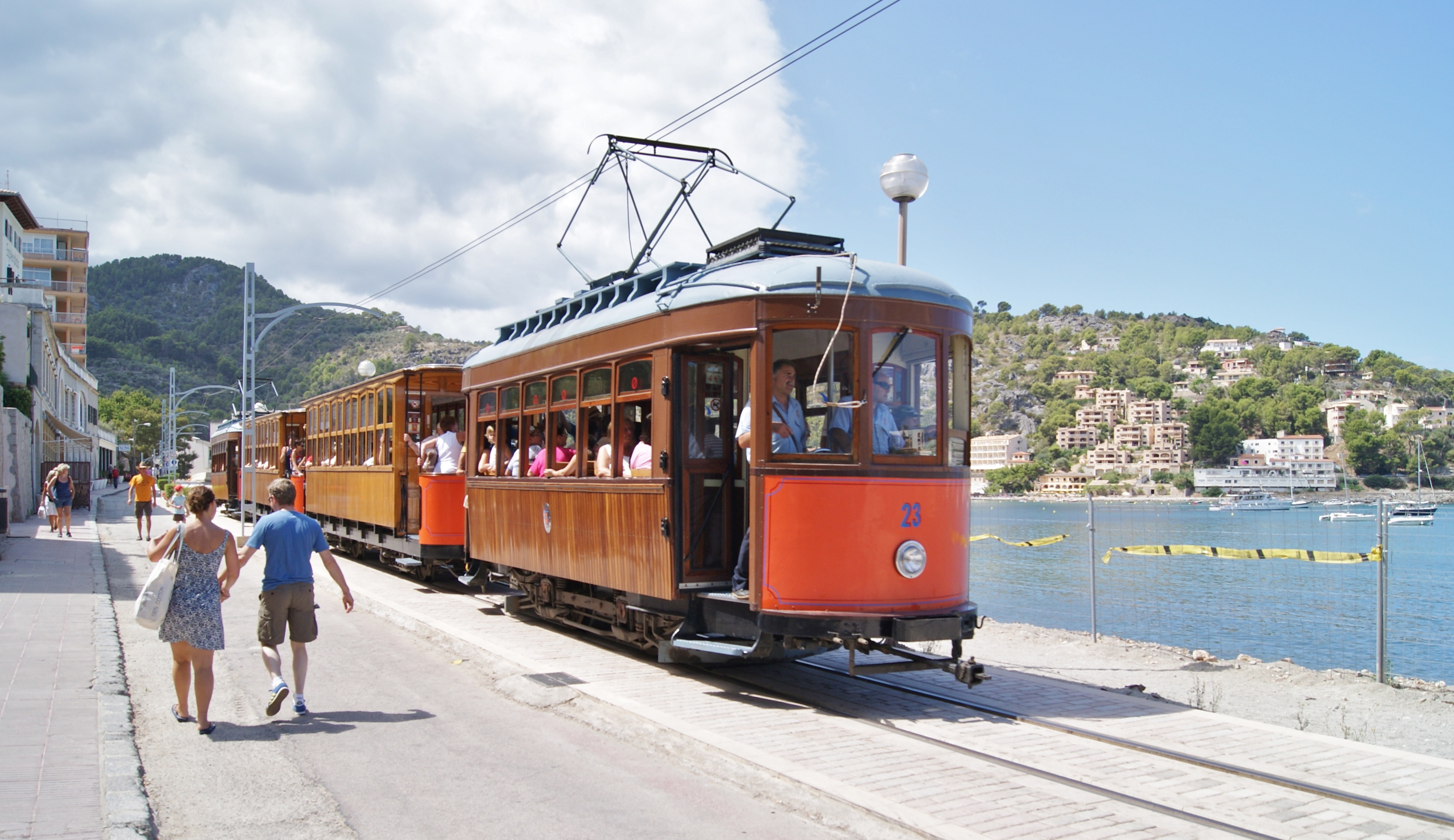
Tranvía de Sóller en la isla española de Mallorca

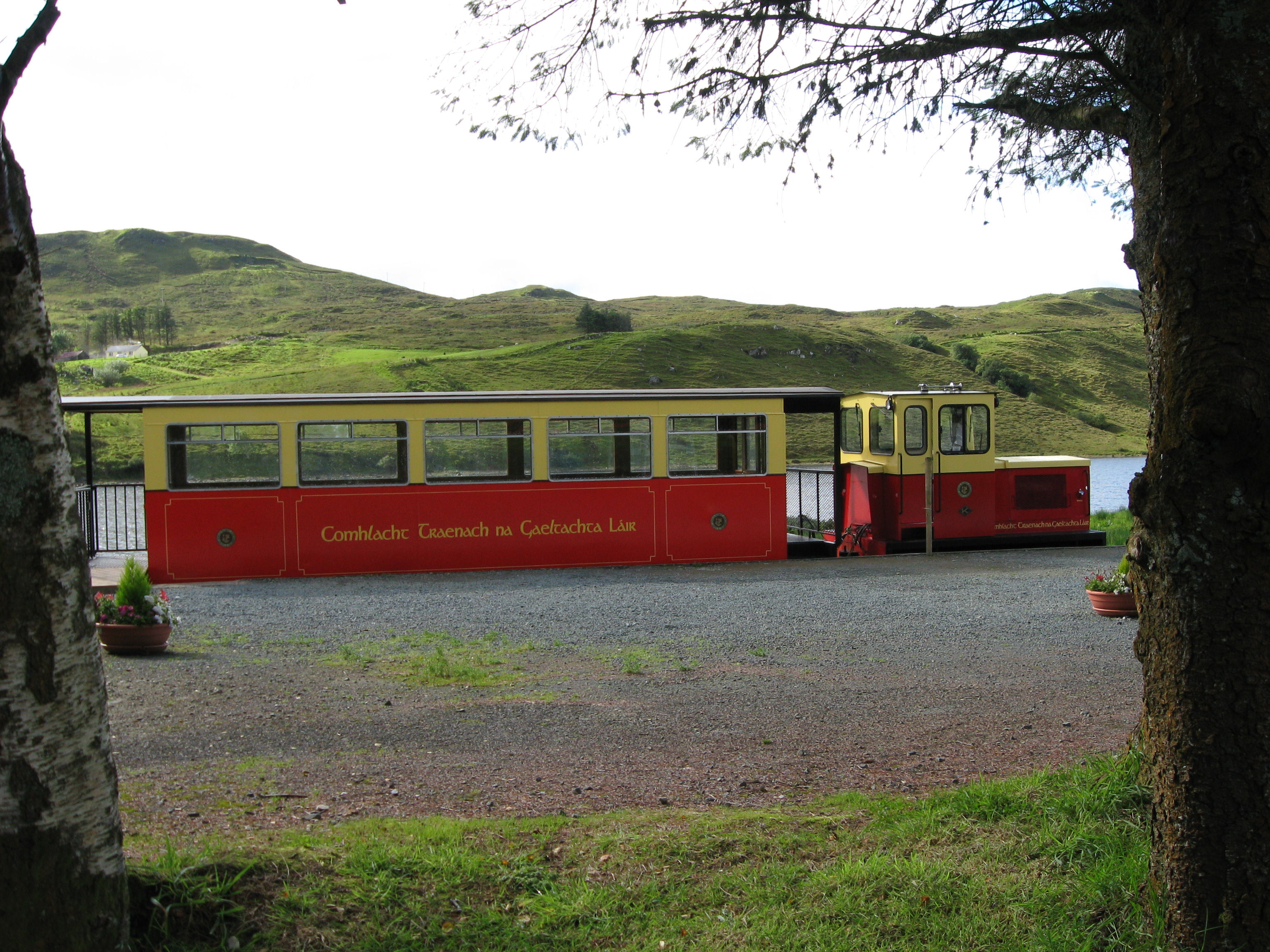
Estación de Fintown en la plataforma del Comité Conjunto de Ferrocarriles del Condado de Donegal (CDR) en el Condado de Donegal

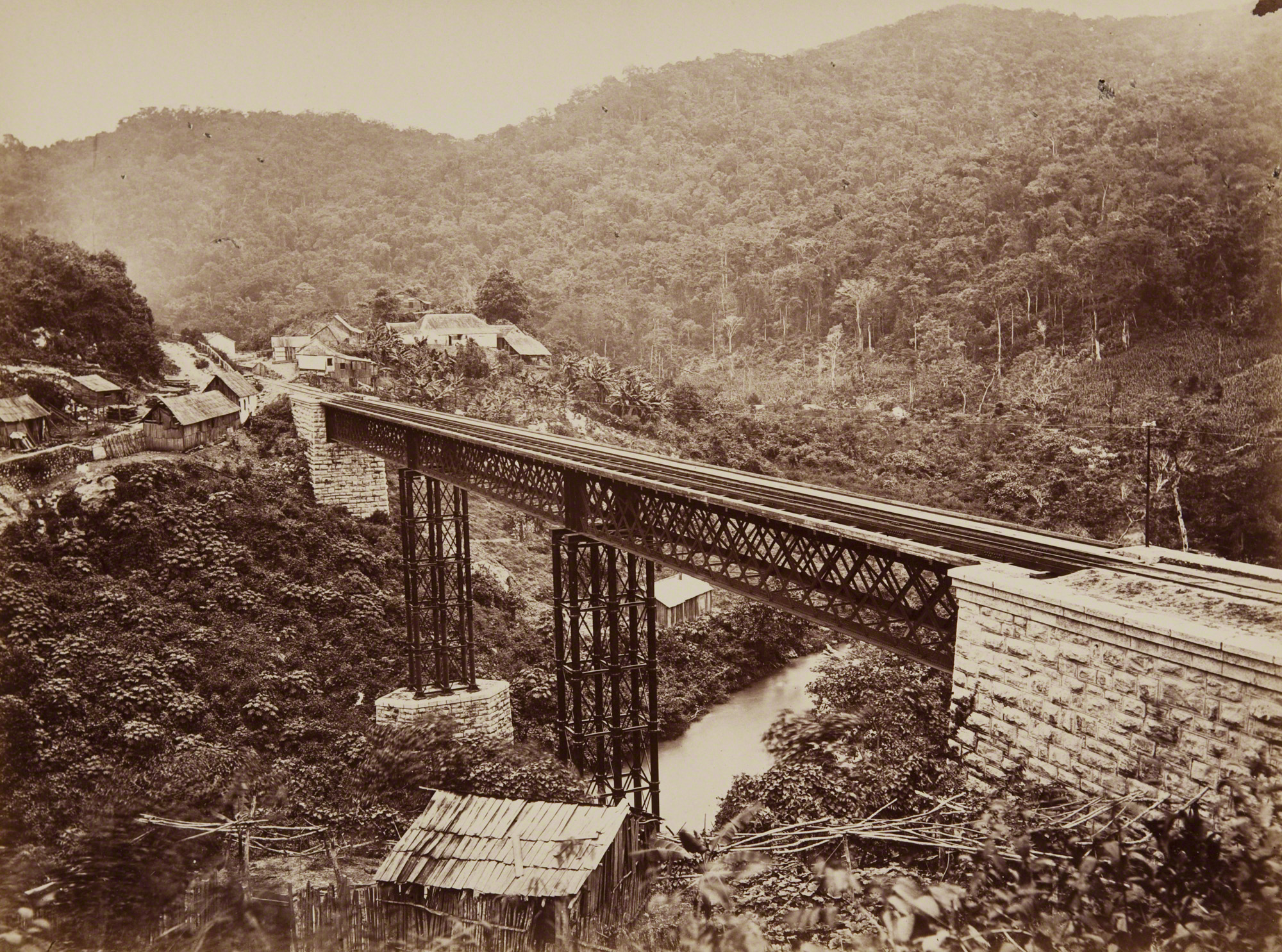
Un puente del desaparecido Ferrocarril Nacional de México (1883)

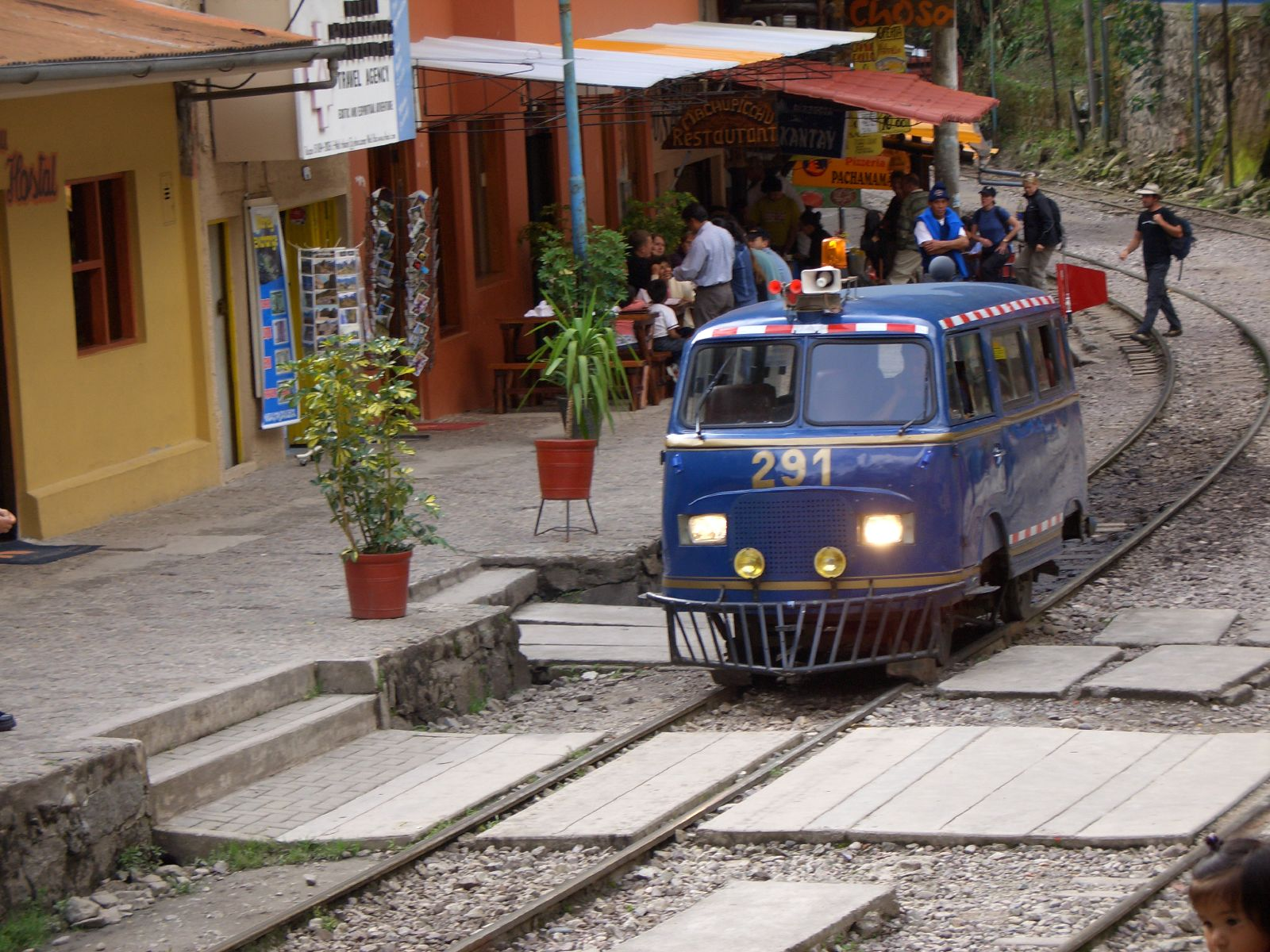
Un ferrobús en el Ferrocarril de Santa Ana, cerca de Machu Picchu

La vía de tres pies, como indica su denominación, tiene un ancho de 3 pies (914 mm), que equivalen a 1 yarda. Los ferrocarriles de vía estrecha que la utilizan se localizan mayoritariamente en América del Norte, Central y del Sur. En Irlanda, se construyeron muchas líneas secundarias e industriales con este ancho, y es el habitual en la Isla de Man, donde se conoce como el "Manx Standard Gauge". Los ferrocarriles modernos con vías de una yarda de ancho se encuentran comúnmente en zonas montañosas aisladas, en islas pequeñas o en parques de atracciones y parques temáticos a gran escala (véase la tabla que figura a continuación).
También es popular en modelismo ferroviario (particularmente en la escala G), y fabricantes de trenes a escala de todo el mundo han producido modelos de estos ferrocarriles, como Accucraft Trains (EE. UU.), Aristo-Craft Trains (EE. UU.), Bachmann Industries (Hong Kong), Delton Locomotive Works (EE. UU.), LGB (Alemania), y PIKO (Alemania).
Las líneas de 3 pies de ancho acumulan unos 5000 km en todo el mundo, destacando los casi 2000 km de la red ferroviaria de Colombia.

## Instalaciones
| País/territorio | Ferrocarril |
| --------------- | --- |
| Australia       | - Tranvía de Powelltown (desaparecido) |
| Belice          | Artículo principal: Transporte ferroviario en Belice |
| Brasil          | - Colégio Regina Coeli (en funcionamiento) - Nuestra Señora de Glória do Outeiro (en funcionamiento) |
| Canadá          | - BC Forest Discovery Centre (en funcionamiento) - Ferrocarril de Columbia y del Oeste (desaparecido) - Ferrocarril de Kaslo y Slocan (desaparecido) - Ferrocarril Minero de Kimberley (en funcionamiento) - Ferrocarril de las Minas de Klondike (desaparecido) - North Western Coal and Navigation Company (desaparecido) - Mina Sullivan (desaparecido) - Línea Corta, ubicada en el Museo Moose Jaw Western Development) (en funcionamiento) - Ruta White Pass y Yukon (cruza a Alaska) (operando como tren histórico) - Tranvía de Whitehorse Waterfront (operando como tranvía histórico) |
| Colombia        | Artículo principal: Transporte ferroviario en Colombia |
| Cuba            | - Ferrocarril Recreacional (ubicado en Parque Lenin) (cerrado - el parque sigue funcionando) |
| El Salvador     | Artículo principal: Transporte ferroviario en El Salvador |
| Francía         | - Ferrocarril de Disneyland (París) (ubicado en Disneyland Park (París)) (en funcionamiento) - Tranvía tirado por caballos del Disneyland Park (París) (en funcionamiento) |
| Alemania        | - Santa Fé Express (ubicado en Fort Fun Abenteuerland) (en funcionamiento) - Tranvías de Chemnitz (convertidos al ancho de 925 mm (3'2/5"), posteriormente convertidos al ancho estándar) (en funcionamiento) |
| Guatemala       | Artículo principal: Transporte ferroviario en Guatemala |
| Guyana          | Artículo principal: Transporte en Guyana |
| Honduras        | Artículo principal: Transporte ferroviario en Honduras |
| Hong Kong       | - Ferrocarril Hong Kong Disneyland (ubicado en Hong Kong Disneyland) (en funcionamiento) |
| Irlanda         | Artículo principal: Anexo:Lista de ferrocarriles de vía estrecha en Irlanda |
| Irak            | - Al Zawra’a Dream Park (en funcionamiento) |
| Isla de Man     | - Tranvía de Douglas Bay Horse (en funcionamiento) - Ferrocarril de Foxdale (desaparecido) - Ferrocarril de la Isla de Man (en funcionamiento) - Tranvía de la Isla de Man (en funcionamiento) - Ferrocarril del Norte de la Isla de Man (desaparecido) - Ferrocarril de Milntown (desaparecido) - Tranvía de Queen's Pier (desaparecido) - Tranvía por cable de Upper Douglas (desaparecido) |
| Japón           | - Jolly Trolley en Tokyo Disneyland (también existe un ferrocarril de ancho de vía 2 pies 6 plg (762 mm) llamado Ferrocarril Western River) (desaparecido - el parque y el ferrocarril separado siguen funcionando) - Koiwai Farm (小岩井農場) (en funcionamiento) - Ferrocarril Saidaiji (西大寺鉄道) (desaparecido) - Línea Seikan del Túnel Tappi Shakō (en funcionamiento) |
| Kuwait          | - Kuwait Entertainment City (en funcionamiento) |
| México          | - Ferrocarriles Unidos de Yucatán (desaparecido) - Ferrocarril Interoceánico de México (desaparecido) - Ferrocarril Nacional de México (convertido al ancho estándar) (desaparecido) - Parque Héroes Mexicanos (en funcionamiento) - Tren Escénico (en funcionamiento) |
| Nauru           | Artículo principal: Transporte ferroviario en Nauru |
| Nueva Caledonia | - Ferrocarril Nouméa-Païta (desaparecido) |
| Nueva Zelanda   | - Tranvía de Dun Mountain (desaparecido) |
| Perú            | - Ferrocarril Santa Ana (en funcionamiento) |
| España          | - Ferrocarril de Sóller (en funcionamiento) - PortAventura World (ubicado en PortAventura Park) (en funcionamiento) - Tranvía de Sóller (en funcionamiento) El Ferrocarril de Sóller y el Tranvía de Sóller se encuentran en Mallorca, en las Islas Baleares. Los otros ferrocarriles, Servicios Ferroviarios de Mallorca, también eran de ancho 3 pies (914 mm), pero con la expansión y reconstrucción de la red a principios de la década de 2000, se convirtieron a 1000 mm (3' 32/5"). |
| Reino Unido     | Artículo principal: Ferrocarriles de tres pies en el Reino Unido |
| Estados Unidos  | Artículo principal: Ferrocarriles de tres pies en los Estados Unidos |